# Oprișeni, Iași
Oprișeni este un sat în comuna Țuțora din județul Iași, Moldova, România.